# Ángel González Castaños
Ángel González Castaños (Ciudad Rodrigo, 3 de desembre de 1958) és un exfutbolista espanyol de la dècada de 1980.

## Trajectòria
De jove es traslladà a Catalunya i es formà al planter del RCD Espanyol, debutant amb el primer equip el 1978. Fou cedit al CE Sabadell durant la temporada 1978-79, retornant a l'Espanyol, on jugà de forma esporàdica fins 1981. Tornà al Sabadell i a continuació fou un jugador molt important a la UD Salamanca i al CD Logroñés. Tornà a Catalunya, on defensà els colors del Palamós CF i la UE Figueres, abans de retirar-se el 1994 a l'EC Granollers.
Participà en els Jocs Olímpics de 1980 amb la selecció d'Espanya.